# Heaðolaf
Heaðolaf (protonórdico *Haþulaibaz; también Haleif) fue un guerrero vikingo y héroe legendario que pertenecía a la dinastía Ylfing que gobernaba Östergötland, el reino gauta oriental de Suecia.
Heaðolaf fue asesinado por Ecgþeow, padre de Beowulf. Su poderoso clan familiar demandó una compensación en forma de wergeld al clan de Ecgþeow, los Wægmundings, por lo que Ecgþeow fue desterrado y buscó refugio en Dinamarca. El rey danés Hroðgar pagó el wergeld para saldar la deuda pendiente.